# وایساخی
وایساخی (به انگلیسی: Vaisakhi) که همچنین بایساخی هم بیان می‌شود، به اولین روز ماه وایساخ اشاره دارد و به‌طور مرسوم هر سال در ۱۳ آوریل و بعضی مواقع ۱۴ آوریل جشن گرفته می‌شود و یک جشن برداشت محصول است که به‌طور عمده در شمال هند برگزار می‌گردد. اضافه بر این، سایر فرهنگ‌های هندو و جامعه مهاجرین دور از موطن خود این فستیوال را جشن می‌گیرند. ضمن اینکه این جشنواره به عنوان جشن برداشت خرمن یک رویداد فرهنگی با اهمیت است، بعضی وایساخی را به عنوان تاریخ قانونی سال نو خورشیدی هند در نظر می‌گیرند. اگرچه به علت اینکه هندوها دارای روز آغاز سال نو مشترکی نیستند، این نظریه برای عموم مردم پذیرفته نیست، با توجه به اینکه بعضی افراد ماه قبلی چیترا را به عنوان سال نو در نظر می‌گیرند.

## گاهنامه
وایساخی در ۱۳ یا ۱۴ آوریل هر سال در قرن بیست و یک مشاهده می‌شود. هر چند در سال ۱۸۰۱ بعد از میلاد، در ۱۱ آوریل رؤیت شد. این اختلاف به این دلیل است که تاریخ وایساخی و دیگر سانکرانتی‌ها، با گذر زمان در طول سالها به آهستگی تغییر می‌کند.

## مذهب هندو
برای بعضی از هندوها در آسام، بنگال غربی، بیهار، هیماچال پرادش، هاریانا، کرالا، اودیسا، ایالت پنجاب تامیل نادو، اوتار پرادش، اوتاراکند و مناطق دیگری از هند، نشانه اولین روز وایساخ، اولین روز سال نو خورشیدی مرسوم است.

## جشن‌های هندو در بقیه مناطق
پاکستان
وایساخی یک مراسم با اهمیت بین هندوهای پاکستانی است. در پنجاب یکپارچه، معبد هندویی کاتاس راج به خاطر وایساخی عادلانه معروف بود. حدود ۱۰٬۰۰۰ زائر که بیشتر آنها هندو بودند در آن حضور داشتند.

## در نقش جشن برداشت محصول
وایساخی برای مردم شمال هند یک جشن برداشت محصول است.